# Valiato de Ioánina
El valiato de Ioánina, Janina, o Yanya (en turco otomano: ولايت يانیه‎, romanizado: Vilâyet-i Yanya) fue una división administrativa de primer nivel (valiato) del Imperio otomano, establecida en 1867. A finales del siglo XIX, según se informa, tenía un área de 18 320 kilómetros cuadrados (7073,4 mi²). Fue creado fusionando el bajalato de Yanina y el bajalato de Berat con los sanjacados de Ioánina, Berat, Ergiri, Préveza, Tríkala y Kesriye. Más tarde, Kesriye fue degradado a kaza y limitado al valiato de Monastir y Tríkala fue entregado a Grecia en 1881. 

## Historia

### Movimiento nacional griego en Epiro
Aunque parte de la población local contribuyó en gran medida a la guerra de independencia griega (1821-1830), la región de Epiro no pasó a formar parte del estado griego en ese momento. En 1878, estalló una rebelión con los revolucionarios, en su mayoría epirotes, tomando el control de Sarandë y Delvinë. Sin embargo, fue reprimido por las tropas otomanas, que quemaron 20 pueblos de la región.
Al año siguiente, la población griega de la región de Ioánina autorizó un comité para presentar a los gobiernos europeos su deseo de unión con Grecia.
En 1906 la organización Epirote Society fue fundada por miembros de la diáspora epirote, Panagiótis Danglís y Spyros Spyromilios, que tenía como objetivo la anexión de la región a Grecia mediante el suministro de armas de fuego a los griegos locales.

### Despertar nacional de Albania
Ióanina fue uno de los principales centros de la vida cultural y política de los albaneses que vivían en los valiatos de Ióanina y Monastir. Una de las razones más importantes fue la influencia de la educación y la cultura griegas que los escritores del sur de Albania recibieron en la famosa escuela griega de Ióanina , la Zosimaia. Abdyl Frashëri, el primer ideólogo político del Despertar Nacional de Albania fue uno de los seis diputados del valiato de Ióanina en el primer Parlamento otomano en 1876-1877. Abdyl Frashëri, de Frashër, Albania moderna, junto con Mehmet Ali Vrioni de Berat (también en Albania moderna), y algunos miembros de la comunidad albanesa de Ioánina, fundaron el Comité Albanés de Ioánina en mayo de 1877. Frashëri luchó contra las decisiones del tratado de San Stefano. Sin embargo, la Liga de Prizren era principalmente musulmana albanesa, mientras que los cristianos ortodoxos locales sentían más simpatía por la causa griega.

### Fin del dominio otomano
Durante la revuelta albanesa de 1912, se propuso a Ióanina como una de las cuatro valiatos que formaran el valiato de Albania. El gobierno otomano puso fin a las revueltas albanesas al aceptar casi todas las demandas de los rebeldes albaneses el 4 de septiembre de 1912, que incluyeron la formación del vilayet más tarde en 1912.
Después de la primera guerra de los Balcanes de 1912-1913 y el tratado de Londres, la parte sur del valiato, incluida Ioánina, se incorporó a Grecia. Grecia también se había apoderado del norte de Epiro durante las guerras de los Balcanes, pero el tratado de Bucarest, que concluyó la segunda guerra de los Balcanes, asignó el norte de Epiro a Albania.

## Divisiones administrativas
Sanjacados del valiato:

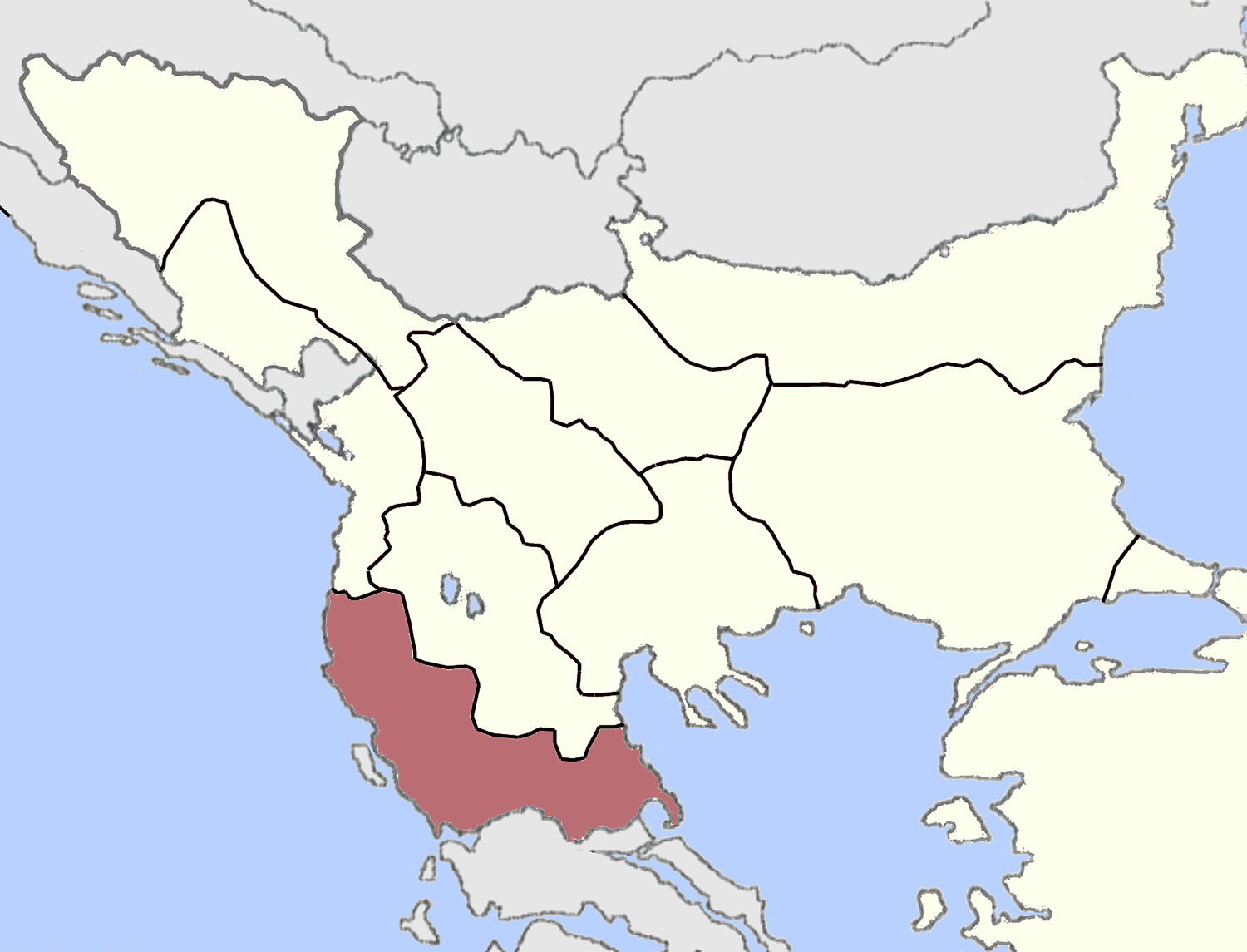
Valiato de Ioánina en 1860.

1. Sanjacado de Iopanina (Ioánina, Paramythia, Filiates, Metsovo, Leskovik, Konitsa)
2. Sanjacado de Ergiri (Gjirokastra, Delvinë, Sarandë, Përmet, Frashër, Tepelenë, Kurvelesh, Himarë)
3. Sanjacado de Preveza (Préveza, Louros, Margariti )
4. Sanjacado de Berat (Berat, Vlorë, Leshnjë, Fier)